# Oryx Quest
L'Oryx Quest est une course à la voile autour du monde, partie et arrivée en 2005 au Qatar. 
La course, organisée par la coureuse britannique Tracy Edwards, est considérée comme la suite de The Race, course autour du monde tenue en 2000 depuis l'Europe. Les prix ont été octroyés par le gouvernement du Qatar, dans l'objectif de promouvoir le tourisme de cette région.

## Déroulement
Le 5 février 2005, quatre maxi-multicoques prirent le départ au large de Doha :
- Doha 2006, catamaran, (anciennement Club Med, vainqueur de The Race), skippé par Brian Thompson ;
- Daedalus, catamaran, (anciennement Enza, vainqueur du trophée Jules-Verne en 1995), skippé par Tony Bullimore ;
- Geronimo, trimaran,  skippé par Olivier de Kersauson ;
- Cheyenne, catamaran, anciennement Playstation, détenteur à l'époque du record du tour du monde à la voile, skippé par David Scully.

Geronimo fut le premier éliminé le 2 mars après une collision avec des débris. Olivier de Kersauson retourna en Australie pour réparations puis battit en juillet le record du tour de l'Australie à la voile. Une semaine plus tard, le mat de Cheyenne cassa juste après le Cap Horn.
Brian Thompson gagna la course sur Doha 2006 avec un temps total de 62 jours, 21 heures et 1 minute. Daedalus franchit la ligne quelque 13 jours plus tard ; il est le deuxième et dernier voilier restant en course. 
Qatar Sports International manqua à ses engagements, en ne versant pas les 6 millions de livres sterling de parrainage et le million de livres de prix, poussant à la faillite l'organisatrice Tracy Edwards, financièrement engagée.

### Record traversée Océan Atlantique Sud
Ce record est enregistré officiellement selon les règles édictées par le WSSRC : La marque ouest est le cap Horn en coupant le méridien 67° 16′ W, et la marque est le cap des Aiguilles (Afrique du Sud) en coupant le méridien 20° E.
| Date         | Temps                | Skipper        | Pays        | Bateau   | Classe     | Équipage |
| ------------ | -------------------- | -------------- | ----------- | -------- | ---------- | -------- |
| 17 mars 2005 | 11 j 10 h 22 min13 s | Tony Bullimore | Royaume-Uni | Daedalus | Multicoque | Équipage |